# Herman Kruk
Herman Kruk
(1896-1943) foi um Bibliotecário e vítima do holocausto.
Segundo David E. Fishman, professor, pesquisador e escritor do livro "Os homens que salvavam livros", Kruk era um socialista democrático, dedicado membro do Bund. Para ele, as bibliotecas eram as ferramentas por meio do qual os trabalhadores iriam se erguer e ganhar consciência de classe, a fim de poder forjar uma sociedade justa.
Kruk era responsável pela grande Biblioteca Grosser de Varsóvia até 1939, refugiou-se em Vilnius, na altura ocupada pelos soviéticos, para escapar à ocupação nazista na Polónia. Em 1941, quando os alemães invadiram por fim a Lituânia, tentou ainda escapar, sem sucesso, para a União Soviética. Após várias tentativas infrutíferas de fuga, Kruk decidiu então permanecer no Gueto de Vilna e aí dedicar-se à reconstrução da nova biblioteca judaica. Nessa biblioteca trabalhou constantemente enquanto não foi deportado. Renovou as salas, recebeu inúmeros livros (que chegavam em grandes quantidades provenientes das casas vazias à medida que a população do gueto ia sendo deportada), refez a catalogação da coleção depois dos nazis terem confiscado e destruído o catálogo.
Kruk, fez parte da "Brigada do Papel" um grupo de eruditos, que obrigados a trabalhar na triagem de livros judeus saqueados pelos nazistas, contrabandeou algumas obras para serem escondidas no Gueto, "bairro" que judeus moravam amontoados - uma especie de prisão que os nazistas os impuseram - para que nem todas as obras fossem dizimadas ou levadas para a Alemanha. Pela ajuda que conseguiu com a resistencia do Gueto, intitulada FPO, o bibliotecário ofereceu ajuda, escondendo armas dentro da biblioteca.
Desempenhou um trabalho infatigável, apesar da raiva e do desespero constante. Assistiu à queda demográfica do gueto de 70.000 para 50.000 e 20.000 pessoas. Durante todo esse tempo (1941 a 1943) cerca de 25% do gueto utilizou os serviços da biblioteca que se resumiam ao empréstimo de livros e consulta do catálogo. Nos seus relatórios revelou que os leitores requisitavam sobretudo livros sobre guerra, massacres étnicos (e.g. dos turcos sobre os arménios) e também livros infantis.
Segundo Kruk o horror era tão grande que a “evasão” através dos livros tinha de ser feita com obras que revelassem horrores idênticos ou piores aos que estavam a viver. Em Setembro de 1943, pouco antes da liquidação final do gueto, Kruk foi deportado para o campo de concentração de Kruga, na Estónia, onde morreu.
1. ↑  Fishman, David E. (2018). Os homens que salvavam livros. São Paulo: Vestígio